# Gnamptogenys tornata
Gnamptogenys tornata é uma espécie de formiga do gênero Gnamptogenys.